# 泰拉菱鰈
泰拉菱鰈，為輻鰭魚綱鰈形目鰈亞目菱鰈科的其中一種，分布於澳洲南部海域、半鹹水域，棲息深度3-50公尺，體長可達12公分，為底棲性魚類，生活在沿海海域，屬肉食性，生活習性不明。